# Zanzibar (staat)
Zanzibar is een semiautonoom onderdeel van Tanzania. Het omvat de eilanden Zanzibar (alias Unguja) en Pemba. De hoofdstad is Zanzibar-stad. De deelstaat verkiest een eigen president die ambtshalve vicepresident van de nationale regering van Tanzania is. De autonome staat ontstond toen de Volksrepubliek Zanzibar en Pemba verenigd werd met de continentale Republiek Tanganyika in de Verenigde Republiek Tanzania.

## Geschiedenis
De Portugezen verwierven Zanzibar als nautisch steunpunt op de lange weg rond Afrika naar Voor-Indië in 1503, en stelden er gouverneurs aan tot het in december 1698 werd overgedragen aan het Arabisch sultanaat Oman (ook bekend als Muskat, naar de hoofdstad), dat voortaan Arabische gouverneurs aanstelde.
De goede, strategisch gelegen haven werd een knooppunt in de inlandse en koloniale handels- en andere contacten tussen het Swahili-gebied van Oost-Afrika, de Indische Oceaan en de Europese koloniale mogendheden.
Sinds 14 september 1806 regeerde de Busaid-tak van de sultansdynastie van Oman het eiland als een afhankelijke staat, sinds 1840 evenals het moederland onder invloed van de Britse consuls in Muskat. De interne heerserstitel was hami, maar sinds de onafhankelijkheidsverklaring van 1856 bekrachtigd werd in een akkoord met Londen en Oman in 1861 is internationaal de titel van sultan gebruikelijk.
Op 17 februari 1885 riep het Duitse keizerrijk een protectoraat over het Sultanaat Zanzibar uit, maar op 7 november 1890 aanvaardde de Kaiser dat over te dragen aan de Britten, die in ruil het strategisch Noordzee-eiland Helgoland afstonden.
Vanaf 1890 werd het ambt van (groot)vizier (regeringshoofd) bekleed door Britten, sinds 1913 ambtshalve de Britse Residenten (quasi-ambassadeurs, maar van lagere rang; in koloniale context echter quasi-gouverneurs).
Op 1 juli 1895 werden de continentaal-Afrikaanse gebieden onder aloude Zanzibarese controle (inzonderheid het vroeger sultanaat Kilwa Kisiwani) afgestaan aan de Britten, die het als het protectoraat Kenia aan hun bestaande kolonie van die naam hechtten. De eilandstaatjes Pemba, Hadimu en Tumbatu bleven wel afhankelijkheden van Zanzibar, elk tot hun eigen dynastie uitstierf of, in het geval van de diwanis van Tumbatu, werden afgedankt.
Op 24 juni 1963 stond Londen zelfbestuur toe en op 10 december werd het protectoraat opgeheven. Op 12 januari 1964 werden de democratisch verkozen regering en de sultan omvergeworpen in een staatsgreep geleid door John Okello, een Oegandees. Hij creëerde de Volksrepubliek Zanzibar en Pemba, die op 26 april 1964 werd samengevoegd met de veel grotere en volkrijkere Republiek Tanganyika tot de Verenigde Republiek Tanzania. Binnen dit nieuwe land kreeg Zanzibar een autonome status met een eigen president.
In 1972 liepen de spanningen op toen sjeik Abeid Karume, de voorzitter van de revolutionaire raad van Zanzibar, op 7 april van dat jaar werd doodgeschoten door vier mannen tijdens een kaartspelletje met vrienden in het presidentiële paleis. President Julius Nyerere van Tanzania maakte de dood van Karume een dag later bekend via de nationale radio. Hij kondigde een week van rouw af op het eiland. De moord werd op 9 april opgeëist door een groepering van uit Zanzibar afkomstige Arabieren.

## Staatsinrichting
Hoewel Zanzibar een deel van Tanzania is, heeft het een grote mate van zelfbestuur. Zanzibar is een aparte staat binnen de Verenigde Republiek van Tanzania. Het kiest zijn eigen president, die regeringshoofd is voor alle interne aangelegenheden. De president van Zanzibar is tevens vicepresident van Tanzania. Op 29 oktober 2000 werd Amani Abeid Karume tot president gekozen.
Zanzibar heeft ook een Huis van Afgevaardigden, met 88 zetels die direct worden gekozen tijdens algemene verkiezingen. Het heeft de bevoegdheid wetten te maken voor interne aangelegenheden.
Tot 1990 was de CCM (Revolutionaire StaatsPartij) de enige partij in Zanzibar.